# Amerikanska Jungfruöarna i olympiska vinterspelen 1994
Amerikanska Jungfruöarna deltog i olympiska vinterspelen 1994. Amerikanska Jungfruöarnas trupp bestod av 8 idrottare varav sju var män och en var kvinna. Den äldsta i Amerikanska Jungfruöarnas trupp var Anne Abernathy (40 år, 310 dagar) och den yngsta var Alexander Poe (19 år, 343 dagar).

## Resultat

### Bob
- Två-manna
  - Keith Sudziarski & Todd Schultz - 38
  - Zachary Zoller & Paul Zar - 42
- Fyra-manna
  - Zachary Zoller, Paul Zar, David Entwistle & Alexander Poe - 28

### Rodel
- Damer
  - Anne Abernathy - 20
- Herrar
  - Kyle Heikkila - 23